# Lista szkół w Kołobrzegu

## Szkoły podstawowe
| Szkoła                 | Patron                                 | Data utworzenia | Rodzaj szkoły    | Adres                 |
| ---------------------- | -------------------------------------- | --------------- | ---------------- | --------------------- |
| Szkoła Podstawowa nr 1 | im. Bolesława Chrobrego                | 1945-09-14      | szkoła publiczna | ul. Portowa 37        |
| Szkoła Podstawowa nr 3 | im. Marynarzy Polskich                 | 1959-09-01      | szkoła publiczna | ul. Łopuskiego 15     |
| Szkoła Podstawowa nr 4 | im. Bohaterów I Armii Wojska Polskiego | 1960-09-01      | szkoła publiczna | ul. Kupiecka 1        |
| Szkoła Podstawowa nr 5 | im. Jana Pawła II                      | 1965-08-11      | szkoła publiczna | ul. Arciszewskiego 20 |
| Szkoła Podstawowa nr 6 | im. Janusza Korczaka                   | 1946-09-01      | szkoła publiczna | ul. Poznańska 9       |
| Szkoła Podstawowa nr 7 | im. Zjednoczonej Europy                | 1987-09-01      | szkoła publiczna | ul. Okopowa 1a        |
| Szkoła Podstawowa nr 8 | im. kpt. żw Konstantego Maciejewicza   | 1976-06-01      | szkoła publiczna | ul. Bogusława X 22    |
| Szkoła Podstawowa nr 9 | -                                      | 1996-09-01      | szkoła publiczna | ul. Lwowska 7         |

## Szkoły niepubliczne
| Szkoła                                                                                            | Rodzaj szkoły   | Adres                     |
| ------------------------------------------------------------------------------------------------- | --------------- | ------------------------- |
| Zespół Placówek Oświatowych Morska Kraina w Kołobrzegu - Prywatna Szkoła Podstawowa Morska Kraina | szkoła prywatna | ul. Jedności Narodowej 86 |

## Szkoły średnie

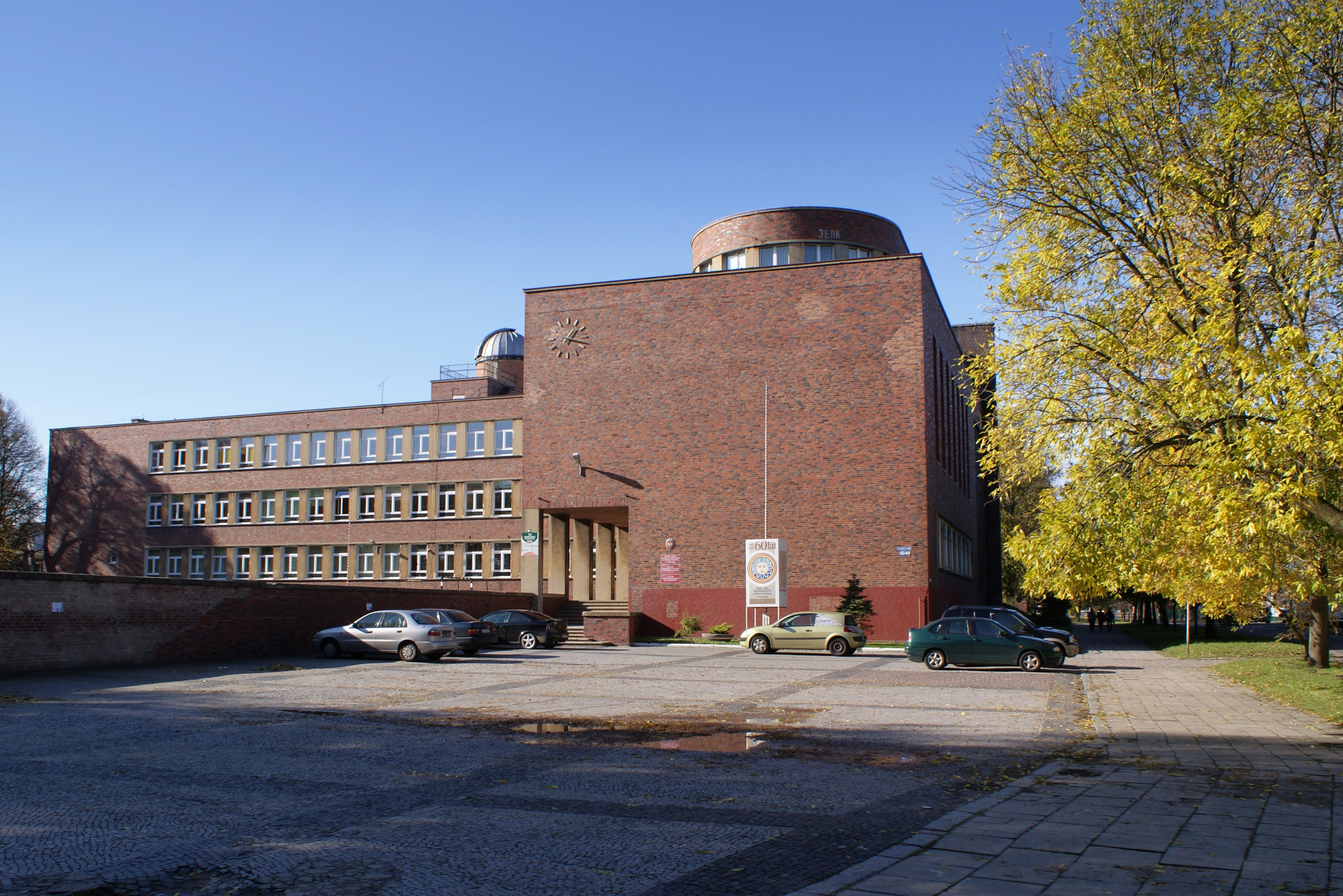
ZSO im. Mikołaja Kopernika

| Szkoła                                                                | Patron                           | Data utworzenia      | Rodzaj szkoły    | Adres                      |
| --------------------------------------------------------------------- | -------------------------------- | -------------------- | ---------------- | -------------------------- |
| I Liceum Ogólnokształcące Dwujęzyczne                                 | im. Mikołaja Kopernika           | 1945                 | szkoła publiczna | ul. Łopuskiego 42-44       |
| Zespół Szkół nr 1                                                     | im. Henryka Sienkiewicza         | 1 lipca 1990(dts)    | szkoła publiczna | ul. 1 Maja 47              |
| Społeczne Liceum Ogólnokształcące Społecznego Towarzystwa Oświatowego | im. Zbigniewa Herberta           | 1990                 | szkoła społeczna | ul. Jedności Narodowej 58a |
| Zespół Szkół Ekonomiczno-Hotelarskich                                 | im. Emilii Gierczak              | 1971                 | szkoła publiczna | ul. Łopuskiego 13          |
| Zespół Szkół nr 2                                                     | im. Bolesława III Krzywoustego   | 1 września 1947(dts) | szkoła publiczna | ul. Piastowska 5           |
| Zespół Szkół Morskich                                                 | im. Polskich Rybaków i Marynarzy | 1 marca 1967(dts)    | szkoła publiczna | ul. Arciszewskiego 21      |

## Szkoły policealne
- Zespół Szkół Policealnych (ul. Grottgera 12)[17]
- Jednoroczna Policealna Szkoła Edukacji Innowacyjnej w Kołobrzegu, szkoła prywatna (ul. Jedności Narodowej 58a)[18]
- Centrum Nauki i Biznesu ŻAK, jednoroczne i dwuletnie, liceum, gimnazjum dla dorosłych (ul. Armii Krajowej 20c/14)[19]

## Szkoły artystyczne

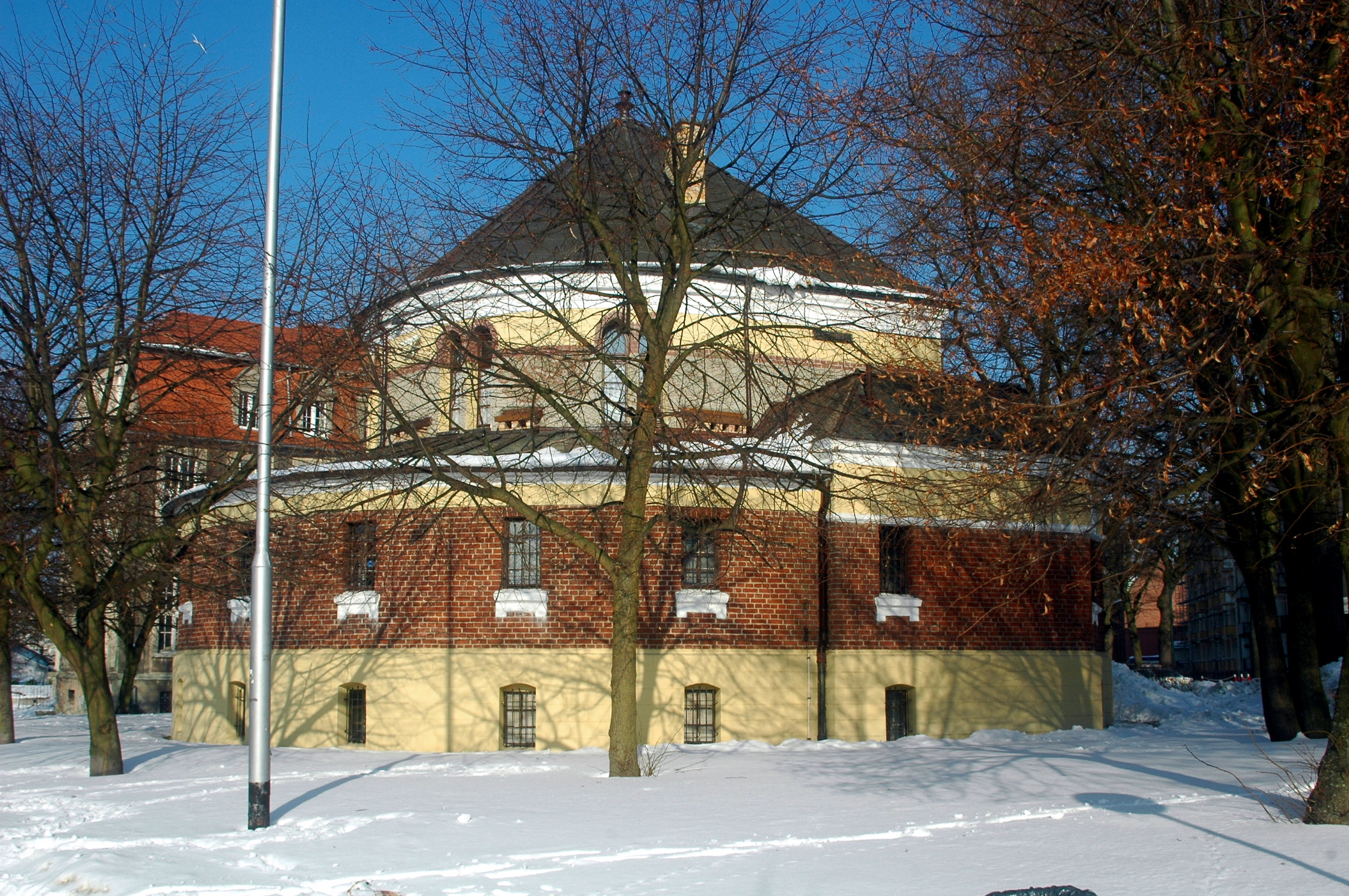
Państwowa Szkoła Muzyczna I stopnia

- Państwowa Szkoła Muzyczna I stopnia w Kołobrzegu, ul. J. Frankowskiego 1[20]

## Szkoły specjalne[21]
- Specjalny Ośrodek Szkolno-Wychowawczy "OKRUSZEK" ul. Brzozowa 2